# 塔爾馬區

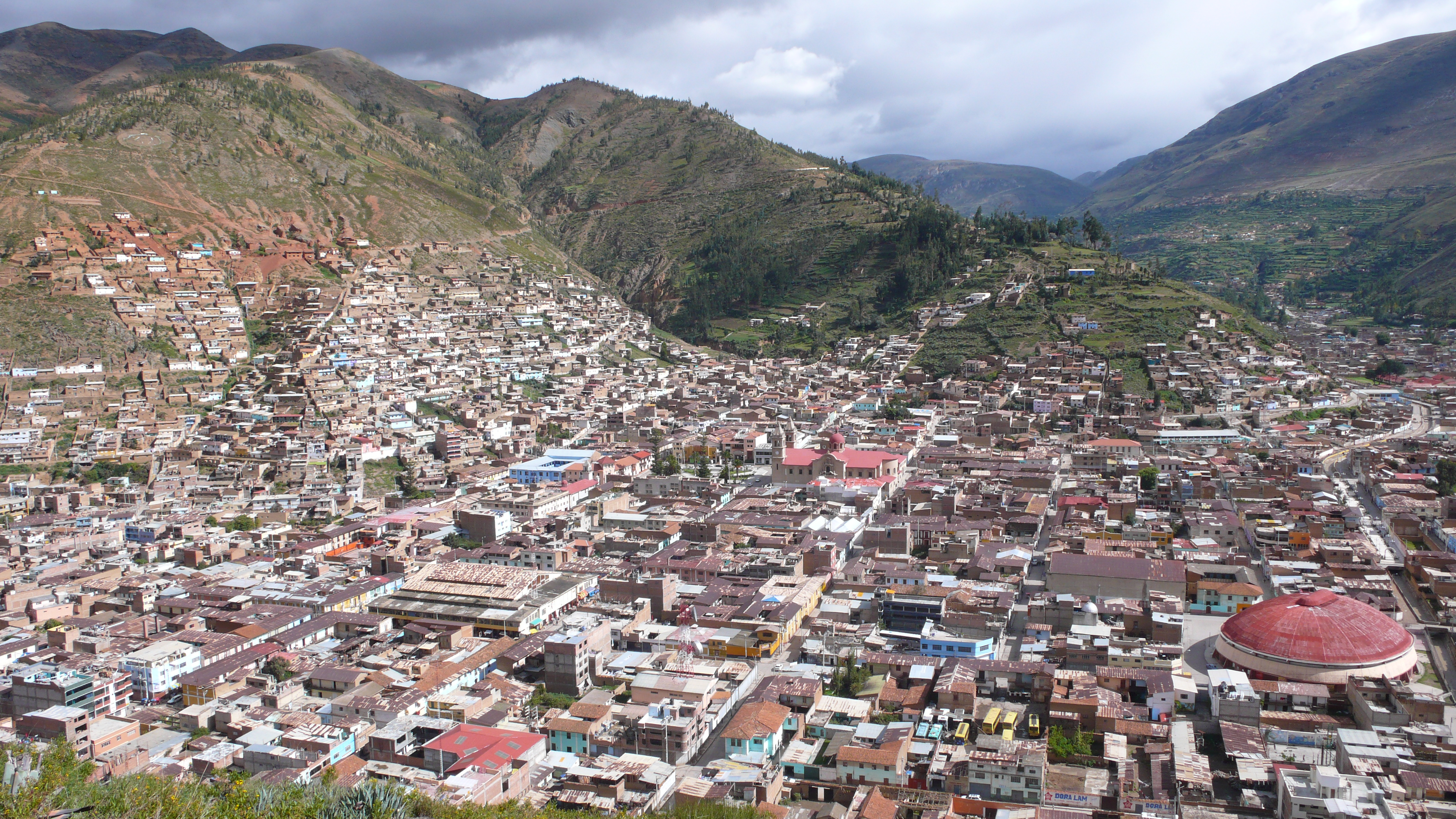

塔爾馬區（西班牙語：Distrito de Tarma），是秘魯的一個區，位於該國中部胡寧大區的塔爾馬省，始建於1822年，面積459.95平方公里，海拔高度3,053米，2005年人口47,792，人口密度每平方公里100人。